# Camptopus
Genre
Camptopus est un genre d'insectes du sous-ordre des hétéroptères (punaises), de la famille des Alydidae, sous-famille des Alydinae.

## Systématique
Le genre Camptopus a été décrit par les entomologistes français Charles Jean Baptiste Amyot et Jean Guillaume Audinet Serville en 1843.

### Liste des espèces
Selon  Species File (6 octobre 2019) :
- Camptopus bifasciatus Fieber, 1864
- Camptopus eberti Seidenstücker, 1968
- Camptopus illustris Horváth, 1899
- Camptopus lateralis (Germar, 1817)
- Camptopus tragacanthae (Kolenati, 1845)

### Ne pas confondre avec
- (en) GRIN : genre Camptopus (+liste d'espèces contenant des synonymes) (consulté le 6 octobre 2019)
- (en) World Checklist of Selected Plant Families (WCSP) : Camptopus  Hook.f. (1869) (Nom accepté: Psychotria  L., Syst. Nat. ed. 10 (1759))  Non Valide (consulté le 6 octobre 2019)
- (en) World Checklist of Selected Plant Families (WCSP) : Psychotria  L., Syst. Nat. ed. 10 (1759)  (consulté le 6 octobre 2019)
- (en) Tropicos : Camptopus Hook. f. (Syn. Psychotria L.)  (+ liste sous-taxons) (consulté le 6 octobre 2019)